# Teufelskommando – Marinekorps „Pantherkatze“ schlägt zu
Teufelskommando – Marinekorps „Pantherkatze“ schlägt zu ist ein US-amerikanischer Kriegsfilm aus dem Jahr 1956 von Allan Dwan mit John Payne und Mona Freeman in den Hauptrollen. Der Film wurde von Allied Artists produziert und basiert auf dem 1952 veröffentlichten Roman Hold Back the Night von dem Kriegsberichterstatter Pat Frank.

## Handlung
Korea im November 1950. Captain McKenzie hofft, dass seine Leute von der Easy-Kompanie Weihnachten zu Hause verbringen können. Der Soldat Beany Smith, der betrunken in das Haus einer Koreanerin eingedrungen ist, wird von McKenzie gemaßregelt. Sein Stellvertreter Lieutenant Couzens hätte eine schärfere Bestrafung vorgezogen. Bei einem Gespräch bemerkt McKenzie, dass Couzens im Dienst ein harter Hund, außerhalb des Dienstes ein netter Junge sei. Couzens fragt den Captain nach einer Flasche Whiskey, die dieser in einer Ledertasche bei sich trägt. McKenzie hat die Flasche seit 1942 bei sich. Er bekam sie von seiner Freundin Anne geschenkt, um sie bei einer besonderen Gelegenheit zu öffnen. McKenzie, der auf seine Einschiffung für einen Einsatz im Südpazifik wartete, überzeugte Anne, mit der Hochzeit bis zu seiner Rückkehr zu warten. Er bejaht lachend die Frage Couzens, ob er jemals den Drang verspürte, die Flasche zu öffnen. Lieutenant Colonel Toomey unterrichtet die Soldaten, dass chinesische Truppen die koreanische Grenze überschritten haben. Die Easy-Kompanie soll parallel zur Hornet-Kompanie vorrücken und die Feindstärke aufklären. In seinem Quartier erinnert sich McKenzie beim Anblick der Flasche an seinen Fronturlaub in Melbourne. Dort lernte er Kitty kennen, die mit ihm trinkend die letzte Nacht verbrachte. Als ihm klar wurde, dass sie beide nur ihre Einsamkeit überwinden wollen, verließ er sie mit der ungeöffneten Flasche.
Chinesische Einheiten tauchen auf einem Bergrücken in der Nähe der Easy-Kompanie auf. Es kommt zu einem Gefecht, das mehreren Soldaten der Kompanie das Leben kostet. Die Chinesen ziehen sich zurück und McKenzie erfährt, dass die Hornet-Kompanie ebenso wie andere Einheiten angegriffen wurden. Er erhält den Befehl, seine Männer zurückzuziehen. Er lässt seine Männer so viel an Vorräten sammeln wie möglich. Die Kompanie gerät unter feindlichen Beschuss. McKenzie fordert Luftunterstützung an, die Bomber können die feindlichen Einheiten vertreiben. Er lässt seine Männer in einem verlassenen Dorf das Lager aufschlagen. Nur der alte Dorflehrer ist zurückgeblieben. McKenzie lässt seinen Dolmetscher Kato ausrichten, dass der alte Mann in dem für McKenzie vorgesehenen Bett schlafen soll.
Am nächsten Tag erscheint ein Helikopter, um die Verletzten auszufliegen. Der Pilot erklärt, er könne nur die fünf am schwersten Verletzten mitnehmen und sei nicht sicher, noch einmal kommen zu können. Nachdem der Sanitäter Goodman die zu evakuierenden Verletzten ausgewählt hat, schlägt Couzens vor, die Tragbahren nicht mitzunehmen. McKenzie befiehlt jedoch, dass niemand zurückgelassen wird. Kurz darauf überkommt McKenzie eine weitere Erinnerung. Bei einem Überraschungsbesuch bei Anne begegnete er Major MacKay, der Anne offensichtlich gut kennt. McKenzie verließ die Wohnung und betrank sich in seinem Hotelzimmer. Anne suchte ihn auf, und als McKenzie traurig verkündete, dass er keine Gelegenheit hatte, die Flasche zu öffnen, erklärte sie ihm, dass sie einsam und verängstigt und McKay nur ein Freund sei. Kurze Zeit später heiraten beide.
Drei Tage lang muss sich die Easy-Kompanie der Angriffe der Chinesen erwehren. Die Verluste sind hoch, auch Couzens ist schwer verwundet. Zudem gehen die Vorräte zur Neige. Der Funkkontakt ist zusammengebrochen und der letzte verbliebene Lastwagen springt nicht mehr an. McKenzie erklärt Sergeant Ekland, dass er die Verwundeten aus der Kampfzone zu bringen will. Ekland weist darauf hin, dass die Männer zu müde zum Gehen seien. McKenzie zeigt den Männern den Whiskey, den sie unter sich aufteilen können, wenn sie den Marsch zum Lager der Hornet-Kompanie geschafft haben. Die Männer sind angespornt und treten den Marsch an. Couzens hat erkannt, dass McKenzie mit seiner Versicherung niemanden zurückzulassen, die Männer für sich eingenommen hat und entschuldigt sich.
Wieder wird die Einheit angegriffen. Ackerman, der die einzige Bazooka mit sich führt, fällt. Tinker kann die wichtige Waffe holen, wird dabei aber schwer verwundet. McKenzie bietet Tinker den Whiskey an, doch der will nur Wasser und zu seiner Mutter. Bei einer Feuerpause sehen McKenzie und Ekland einen chinesischen Panzer auf einer nahen Anhöhe. McKenzie glaubt, dass die Chinesen auf amerikanische Fahrzeuge und eine größere Truppe warten. Die gehfähigen Soldaten sollen über eine Lichtung gehen und sich wie Späher verhalten. McKenzie gibt Couzens die Flasche und versichert den Verwundeten, dass sie nur für kurze Zeit alleine gelassen werden. Während die Soldaten auf der Lichtung die Chinesen ablenken, können McKenzie und einige weitere Männer den Panzer mit der Bazooka ausschalten und die feindlichen Soldaten töten. McKenzie wird selber schwer verwundet, bekommt von Goodman aber die Versicherung, dass er wieder gesund wird. McKenzie, Couzens und andere Verletzte werden ausgeflogen. McKenzie hat Ekkand die Flasche gegeben, damit er sie mit den Männern teilt. Die Flasche bleibt jedoch ungeöffnet, weil die Soldaten sie als Glücksbringer betrachten.

## Hintergrund

### Produktion
Gedreht wurde der Film vom 15. Februar bis Mitte März 1956 im Bronson Canyon, in den Bergen der Sierra Nevada sowie in Pickel Meadows.

### Stab
Hilyard M. Brown war der Art Director, Joseph Kish der Szenenbildner. Alexander Velcoff, Ben Henrickson, Patrick Cummings und Jim Gilmore sorgten für die Kostüme. Augie Lohman war für die Spezialeffekte verantwortlich.

### Besetzung
In einer kleinen nicht im Abspann erwähnten Nebenrolle trat Morgan Jones auf. Ebenfalls unerwähnt blieben Jay Douglas als Helikopterpilot, Otis Greene als Goodman und Ishida Tenkai als Dorflehrer.

## Synchronisation
Die deutsche Synchronfassung wurde von der Bavaria Filmkunst KG erstellt. Das Dialogbuch schrieb Hanns Maria Braun, die Dialogregie führte Till Klockow.
| Rolle           | Schauspieler  | Deutscher Synchronsprecher |
| --------------- | ------------- | -------------------------- |
| Cpt. McKenzie   | John Payne    | Heinz Engelmann            |
| Lt. Couzens     | Peter Graves  | Arno Assmann               |
| Sgt. Ekland     | Chuck Connors | John Pauls-Harding         |
| Tinker          | John Wilder   | Erich Ebert                |
| Ackerman        | Bob Easton    | Kurt E. Ludwig             |
| Papiro          | Nicky Blair   | Ottokar Runze              |
| Major MacKay    | John Craven   | Klaus Havenstein           |
| Lt. Col. Toomey | Nelson Leigh  | Wolfgang Büttner           |

## Veröffentlichung
Die Premiere des Films fand am 29. Juli 1956 statt. In der Bundesrepublik Deutschland kam er am 25. Januar 1957 in die Kinos.

## Kritiken
Das Lexikon des internationalen Films schrieb: „Ein nur vorgeblich sachlicher Kriegsfilm im Reportagestil, der zwar nichts beschönigt, den Krieg aber für eine Quelle handfester Abenteuer hält.“
Die Filmzeitschrift Cinema befand: „Der Film beschönigt zwar nichts, er hält den Krieg aber für eine Quelle handfester Abenteuer. Fazit: Für eine US-Produktion relativ sachlicher Kriegsfilm im Reportagestil.“
Der TV Guide lobte Dwans leidenschaftliche Regie, die das Aussehen und das Gefühl des Schlachtfeldes akkurat wiedergebe.